# وسطية (سياسة)

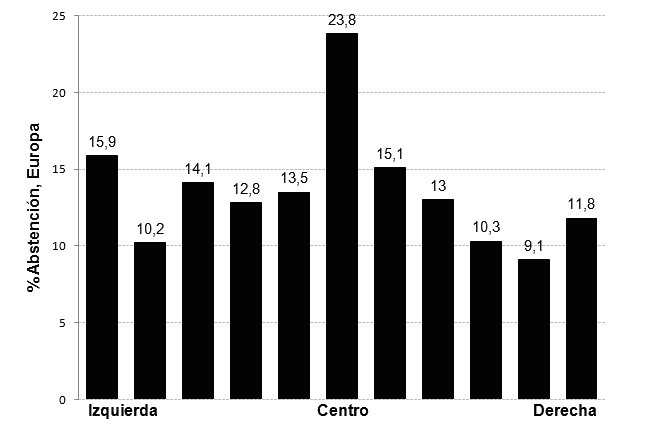

الوسطية (بالإنجليزية: Centrism)‏ هو مصطلح يستخدم للدلالة على التيارات السياسية الوسطية. والوسطية يمكن أن ينظر إليها إما كتأكيد لقوة سياسية متميزة عن اليمين واليسار، وإما كحل وسط بين الاثنين. ويمكن أيضا أن تمثل فكرة الاعتدال بين المحافظة السياسية والتقدمية من حيث الإصلاحات، اللبرالية والاشتراكية والمحافظة من حيث الأفكار، وسياسة التدخل وعدم التدخل اقتصاديا.
في السياسة، الوسطية أو الوسط هي وجهة نظر سياسية أو موقف محدد تتضمن قبول التوازن ودعمه عند درجة من المساواة الاجتماعية والتسلسل الاجتماعي، بينما تعارض التغييرات السياسية التي قد ينتج عنها تحول كبير في المجتمع بقوة نحو اليسار أو اليمين.
تتضمن سياستي وسط اليسار ووسط اليمين علاقات عامة بالوسطية مقترنة بميول نسبي نحو أحد جانبي الطيف السياسي.
يمكن تصنيف العديد من المذاهب السياسية على أنها وسطية، مثل الديمقراطية المسيحية والبانتشاسيلا.

## استخدام الأحزاب للوسطية حسب الدولة

### أستراليا
يوجد الوسطيون هنا في كلا الجانبين السياسيين، ويعملون إلى جانب الفصائل المتعددة ضمن أحزاب الحرية والعمل.
يُعد حزب الديمقراطيين الأستراليين أبرز أحزاب الوسطية في التاريخ الأسترالي. وكان لهذا الحزب تمثيلًا في مجلس الشيوخ في الفترة الممتدة من عام 1977 حتى عام 2007، وتكرر امتلاكه لميزان السلطة خلالها. أُنشئ على يد دون تشيب على وعد «بإبقاء الأوغاد صادقين»، وعُرف بتمثيله «للموقف الوسطي». استعاد الحزب تسجيله في عام 2019.
بالإضافة إلى ذلك، يوجد عدد من المجموعات الأصغر والتي شُكلت استجابة لنظام الحزبين الذي يدعم مبادئ الوسطية. أطلق سيناتور جنوب أستراليا نيك زينوفون حزبه الوسطي الخاص والذي يُدعى بفريق نيك زينوفون في عام 2014، وأُعيد تسميته ليصبح حلف الوسط في عام 2018.

### بلجيكا
مثّل حزب الفلاندر الوسطي اتحادًا شعبيًا احتضن الليبرالية الاشتراكية، وهدف إلى تمثيل البلجيكيين الناطقين باللغة الهولندية ممن شعروا بقمع الناطقين بالفرنسية ثقاقيًا لهم. يُعد الحلف الفلمنكي الجديد الأكبر والخلف الوحيد المتبقي لحزب الفلاندر منذ عام 2009. وهو مؤلف بصفة أساسية من تيار اليمين للتحالف الشعبي السابق، وتبنى مذاهب المحافظة الليبرالية بشكل أكبر في السنوات الأخيرة.
يُعتبر حزب الوسط الديمقراطي الإنساني حزبًا يمين الوسط، أو وسطيًا بين البلجيكيين الناطقين بالفرنسية، وذلك بسبب كونه أقل محافظة من نظيره الفلامندي، الحزب الديمقراطي المسيحي الفلمنكي.
تُعتبر الحركة الإصلاحية حزبًا آخر في الطيف السياسي الوسطي.

### البرازيل
يوجد العديد من الأحزاب الوسطية في البرازيل، مثل الحركة الديمقراطية البرازيلية، وهو حزب شامل ومن أكبر الأحزاب السياسية في البرازيل.
يُعتبر الحزب الديمقراطي الاشتراكي البرازيلي مثالًا آخر على الأحزاب الوسطية في السياسة البرازيلية، وذلك على الرغم من دعم أحزاب تيار اليمين السياسية له في عام 2002 و2006 والانتخابات الموالية لعام 2010 و2014.
يوجد أحزاب أخرى كحزب العمل البرازيلي، والحزب الديمقراطي الاشتراكي، وحزب الأفانتي، وحزب البوديموس، والحزب الجمهوري للنظام الاشتراكي.

### كندا
على مر التاريخ المعاصر، مارست الحكومات الكندية «سياسات الوساطة» في الحكم من موقف سياسي وسطي ومعاصر. يستند كل من حزب الحرية في كندا والحزب المحافظ (أو أسلافه) على جذب الدعم من الطائفة الواسعة من المصوتين. يضع الليبراليون المهيمنون تاريخيًا أنفسهم في مركز النطاق السياسي الكندي لكونهم أكثر اعتدالًا ووسطية من حزب وسط اليمين المحافظ. في أواخر سبعينيات القرن العشرين، زعم رئيس الوزراء بيري إليوت ترودو بأن حزب الحرية الكندي الخاص به اتبع «الوسط الراديكالي». ويذكر أنه لم تبرز سياسات التطرف في اليمين واليسار كقوى بارزة في المجتمع الكندي.

### كرواتيا
يمكن اعتبار كلًّا من «حزب الشعب الكرواتي أو الديمقراطيون الليبراليون» و«حزب الشعب أو الإصلاحيون» أحزابًا وسطية. وقد أصبح حزب الفلاحون الكرواتيون الزراعي خلال الأعوام الأخيرة معتدلًا ووسطيًا، بعد أن كان وسط اليمين في الماضي.

### جمهورية التشيك
تضم جمهورية التشيك عددًا من الأحزاب الوسطية البارزة، ومنها الحركة الشعبوية التوفيقية «إيه إن أو 2011» (الحاكم حاليًا)، وحزب القراصنة التشيكي وحزب الليبرتاريون المدني والاتحاد المسيحي الديمقراطي أو حزب الشعب التشيكوسلوفاكي وحزب المحليون وحزب المستقلون والمحافظون.

### فرنسا
شهدت فرنسا تاريخًا حافلًا من الأحزاب التي تدعوا نفسها «وسطية»، وذلك على الرغم من اختلاف الأحزاب الفعلية على مر الوقت: فعندما تبرز قضية سياسية جديدة ويخترق حزب سياسي جديد التيار العام، قد يُدفع الحزب يسار الوسط قديمًا نحو اليمين بحكم الواقع، غير أنه لا يمكن اعتباره حزبًا لليمين، وإنما سيحتضن كونه الوسط الجديد: حدثت هذه العملية مع أحزاب الأورليانيست، والجمهوري المعتدل، والجمهوري الراديكالي، والجمهوري الاشتراكي.
يُعتبر «حزب الجمهورية إلى الأمام!» الوسطي، والذي أسسه إيمانويل ماكرون⸵ المُنتخب رئيسًا لفرنسا في مايو 2017، أكثر حزب وسطي بارز في الوقت الحالي.
ومن الأحزاب الأخرى حزب الحركة الديمقراطية لفرنسوا بايرو، والذي أُسس في عام 2007. ومع ذلك، عارضت الأحزاب الوسطية غالبًا أحزاب تيار اليسار كالاشتراكي واليسار الأمامي. ودعمت في الغالب أحزاب يمين الوسط الديغولية، وانضمت إلى العديد من الائتلافات التي يحكمها الرؤساء السابقين أمثال جاك شيراك ونيكولاس ساركوزي.

### ألمانيا
يُعد مصطلح الوسطية معروفًا فقط لدى الخبراء، لاحتمال الخلط بينه وبين مصطلح المركزية (نقيض اللامركزية/ الاتحادية)، ولذلك يُستخدم مصطلح الوسط السياسي بدلًا للوسطية. تاريخيًا، كان حزب الليبرالية الاشتراكية الديمقراطي الألماني في جمهورية فايمار (1918-1933) غالبًا الحزب الألماني الأكثر طبيعة وسطية بحتة بين الأحزاب الألمانية التي كانت ذات تمثيل برلماني حالي أو قديم.
أسس حزب الوسط الألماني أثناء فترة جمهورية فايمار (وبعد الفترة النازية)، وأسس في عام 1870 للألمان الكاثوليكيين. لم يُدعَ حزب الوسط لكونه حزبًا وسطيًا ملائمًا، وإنما لتوحيده كاثوليكيي التيارين اليميني واليساري، لكونه أول حزب ألماني شعبي (خيمة سياسية كبيرة) ولأن ممثليه المنتخبين تربعوا بين الليبراليين (اليسار في ذلك الوقت) والمحافظين (اليمين في ذلك الوقت). ومع ذلك، كان محافظًا تابعًا لتيار اليمين بشكل واضح، ولم يكن محايدًا بما يخص القضايا الدينية (كالتعليم العلماني)، وناهض بشكل ملحوظ المواقف الليبرالية والحداثية.
بعد عودة الديمقراطية لغرب ألمانيا في عام 1945، كان الاتحاد المسيحي الديمقراطي الخلف الرئيسي لحزب الشعب الألماني، والذي تعاقب على مدى تاريخه بوصف نفسه يمينيًا أو وسطيًا في موقع تيار اليمين (إلى جانب حزب الديمقراطية الحر في يساره اثناء فتراته الليبرالية الاشتراكية، في الوسط ومتخذين موقع الوسط، وفي يمينه أثناء فترات حزب الديمقراطية الحر الليبرالية الكلاسيكية، في تيار اليمين). وعلى الرغم من إشارة ممثلي الحزب الديمقراطي الاشتراكي لأنفسهم «بالوسط الجديد» منذ تسعينيات القرن الماضي (تحت تأثير الطرف الخارجي في ذلك الوقت)، شعروا براحة أقل بوصف حزبهم وسطيًا نظرًا لتاريخهم وهويتهم الاشتراكية.
أسس تحالف 90/ الخضر في عام 1993 كاتحاد من تحالف 90 لشرق ألمانيا (مجموعة من الوسطيين/ نشطاء الحقوق المدنية العابرة للأيدولوجيات) وخضر (غرب) ألمانيا. كانت الأخيرة عبارة عن ائتلاف من مختلف السياسيين اليساريين غير الأرثوذكسيين و«الواقعيين» الأكثر ليبرالية. يتوانى حزب البودستانغ هذا عن استعمال مصطلح الوسط، لكنه يبعد نفسه عن شعار اليسار، والذي يحدده حتى الوقت الراهن كحزب عابر للأيدولوجيات. تشير الوسطية العابرة للأيدولوجيات في الحزب وموقفه في البودستانغ بين الديمقراطيين الاشتراكيين والمسيحيين (بينما يتولى الحزب الديمقراطي الاشتراكي تيار يمين الديمقراطيين المسيحيين) إلى كون الخضر حزبًا أكثر أو أقل وسطية.
توجد أحزاب إقليمية في برلمانات الولايات في ولايات ألمانية محددة والتي يمكن تحديدها أحزابًا وسطية. يمتلك اتحاد ناخبي جنوب شليسفيغ، للأقليات الدنماركية والفريزية في ولاية شلسفيغ هولشتاين موقفًا سياسيًا وسطيًا في الوقت الحالي، وذلك رغم ميل الحزب في الماضي نحو اليسار. وفي الانتخابات الرئاسية الألمانية لعامي 2009 و2010، دعم مرشحو الحزب الديمقراطيين الاشتراكي والخضر. وفي بافاريا، قد يُنظر إلى حزب الناخبين الأحرار الحاضر في برلمان الولاية كحزب وسطي.

### اليونان
في اليونان، تعود جذور الوسطية إلى السياسي الوسطي ومؤسس حزب العمل الزراعي، ألكساندروس باباناستاسيو. في عام 1962، أنشأ جورجيوس باباندريو حزب تحالف اتحاد الوسط إلى جانب زعماء سياسيين آخرين. ودُمجت خمسة أحزاب في حزب واحد: الحزب الليبرالي، والاتحاد الديمقراطي الزراعي التقدمي، واتحاد الوسط التقدمي الوطني، والحزب الاشتراكي الشعبي، وبجدول أعمال معارض بالتساوي للاتحاد الراديكالي الوطني، وحزب تيار اليمين، واليسار الديمقراطي المتحد، وحزب تيار اليسار. كان حزب اتحاد الوسط آخر حزب فينيزيلي يتولى السلطة في اليونان. واستمر وجود الحزب اسميًا حتى عام 1977 (عُرف باتحاد الوسط أو القوى الجديدة بعد حكم الطغمة العسكرية)، عندما أُنشئ اتحاد الوسط الديمقراطي كخلف له.
أنشأ فاسيليس ليفنتيس اتحاد الوسطيون في عام 1922 تحت عنوان «اتحاد الوسطيون وعلماء البيئة» واستُبدل الاسم بعدها بفترة قصيرة. يزعم اتحاد الوسطيين بأنه الاستمرارية الأيدولوجية لاتحاد حزب الوسط القديم. ويسعى الحزب ليصبح «الاستئناف السياسي للتعبير الوسطي في اليونان». سعى ليفنتيس كي يصبح جزءًا من الإرث الفينيزيلي لبعض السياسيين العظماء في الماضي، مثل إلفثيريوس فينيزيلوس وجورجيوس باباندريو. ومع ذلك، كان التأثير الكلي للحزب هامشيًا حتى عام 2015، وبنسبة 1.79% من الأصوات الكلية (في الانتخابات التشريعية اليونانية في يناير2015) كأهم إنجازاته قبل أن يشق طريقه إلى البرلمان اليوناني في سبتمبر 2015 بنسبة 3.43% من الأصوات الكلية وانتخاب تسعة أعضاء.

### الهند
في الهند، أطلق الممثل السابق والسياسي الحالي كمال حسن حزبًا باسم مركز الشعب للعدالة. يدعي بأن أيدولوجية الحزب وسطية، ويقترح اسمه ويظهر بأنه يركز على سياسة ولاية تاميل نادو. معلنًا نفسه عقلانيًا، يدعي بأنه مبشر بوجهة النظر الوسطية العقلانية العلمية للسعي وتحليل وحل القضايا المختلفة بدلًا من الانخداع بفخ الاستقطاب الثنائي السياسي والذي يميل له تيارا اليمين واليسار.

### أيرلندا
في جمهورية أيرلندا، يزعم الحزبان السياسيان الرئيسيان (فيانا فايل وفاين جايل) القاعدة الوسطية، لكنه يبدو بأنهما يميلان نحو يمين الوسط، ويتألف معظمهما من أعضاء تيار يمين الوسط. يتشارك الحزبان بشكل واسع بالسياسات المتشابهة في الماضي، وذلك مع اعتبار انغماسهما في سياسات الحرب الأهلية الأيرلندية سببًا رئيسيًا لانقسامها. ويتوافق حزب فاين جايل مع الأحزاب الديمقراطية المسيحية في أوروبا عن طريق عضويته في حزب الشعب الأوروبي ويوصف دوليًا بأنه يمين الوسط كما في رويترز وأمثالها. ويبدو أن التوافق في التحليل بأن فيانا فايل حزب وسطي على الأغلب، ويتوسع لحيز يمين الوسط، وبأن فاين جايل يميني الوسط، ويتوسع أيضًا لحيز الوسط.

### السلطة الفلسطينية
يُعد الطريق الثالث حزبًا وسطيًا فلسطينيًا صغيرًا ونشطًا في السياسة الفلسطينية. أسس في 16 ديسمبر 2005، بقيادة سلام فياض وحنان عشراوي.
في الانتخابات التشريعية الفلسطينية في يناير 2006، حصل الحزب على نسبة 2.41% من التصويت الشعبي، وفاز بمقعدين من مقاعد المجلس التي يبلغ عددها 132 مقعدًا. يمثل الحزب نفسه كبديل لنظام الطرف الخارجي لحركتي حماس وفتح.

### المملكة المتحدة
في السبعينيات، مال حزب العمل الاشتراكي تقليديًا إلى اليسار، مما تسبب في عدم ارتياح أعضاء البرلمان الذين اعتبروا أنهم ينتمون إلى التيار الديمقراطي الاجتماعي للحزب. في 25 يناير 1981، أطلقت شخصيات بارزة من حزب العمال (روي جينكينز، ديفيد أوين، شيرلي ويليامز وبيل رودجرز المعروفين مجتمعين باسم «عصابة الأربعة») مجلس الديمقراطية الاجتماعية، الذي أصبح فيما بعد الحزب االديمقراطي الاجتماعي في مارس، بعد تحديد سياساتهم فيما أصبح يعرف باسم إعلان لايمهاوس لاحقًا. كانت عصابة الأربعة من الوسطيين، الذين انشقوا عن حزب العمال بسبب ما اعتبروه تأثيرًا للتيار المتمرد و «اليسار المتشدد» داخل الحزب. بعد تراجع النجاح الانتخابي، اندمج الحزب الديمقراطي الاجتماعي مع الحزب الليبرالي في عام 1988 لتكوين الديمقراطيين الليبراليين الوسطيين. في منتصف وأواخر التسعينيات، بدأ حزب العمال بقيادة توني بلير في الاتجاه نحو برنامج سياسي وسطي للطرف الخارجي، متبنيًا اسم الحملة «حزب العمل الجديد». انتهى عهد حزب العمال الجديد عندما خسر جوردون براون، خليفة بلير، انتخابات عام 2010 أمام المحافظين. نقل خليفة براون في القيادة، إد ميليباند، الحزب قليلًا إلى اليسار مما كانت عليه حقبة حزب العمال الجديد. حدد ميليباند أهدافه على النحو التالي: «إعادة تعريف الوسط السياسي»، إذ أعلن النقاد أن حزب العمال الجديد «ميت». حاولت حركة العمل الأزرق، التي انطلقت في عام 2009، إيجاد مسار جديد لوسطية حزب العمال من شأنه أن يروق لفترات الطبقة العاملة المحافظة اجتماعيًا، وكان له تأثير معتدل على حزب العمال خلال فترة ميليباند. انتقل الحزب لاحقًا بشكل حاسم إلى اليسار عندما أصبح الاشتراكي جيريمي كوربين زعيمًا في عام 2015، نتيجة لإدخال نظام صوت واحد عضو واحد في ظل قيادة ميليباند.
في مارس 2011، صرّح نيك كليج، قائد الديمقراطيين الليبراليين ونائب رئيس وزراء المملكة المتحدة آنذاك، أنه يعتقد أن حزبه ينتمي إلى الوسط الراديكالي، مشيرًا إلى جون ماينارد كينز، ويليام بيفريدج، جو جريموند، ديفيد لويد جورج وجون ستيوارت ميل كأمثلة للوسط الراديكالي الذي سبق تأسيس الديمقراطيين الليبراليين عام 1988.
وأشار إلى الليبرالية على أنها أيديولوجية الناس ووصف الطيف السياسي وموقف حزبه على النحو التالي: «لليسار هوس االدولة، ولليمين عبادة السوق. ولكن بصفتنا ليبراليين فنحن نضع إيماننا في الناس. الناس الذين يملكون القوة والفرصة بين أيديهم. يحاول خصومنا تقسيمنا بتسمياتهم القديمة لليسار واليمين. لكننا لسنا على اليسار ولسنا على اليمين. لدينا تسمية خاصة بنا: ليبرالي. نحن ليبراليون ولنا الملكية المطلقة لوسط السياسة البريطانية. سياستنا هي سياسة الوسط الراديكالي».
في منتصف العقد الأول من القرن الحادي والعشرين، نقل ديفيد كاميرون أيضًا حزب المحافظين نحو الوسط، مما سمح لحزبه بالانتخاب في عام 2010 في تحالف مع الديمقراطيين الليبراليين. في انتخابات عام 2015، حصل المحافظون على أغلبية الأصوات وخسر الديمقراطيون الليبراليون معظم مقاعدهم. استعادوا عددًا صغيرًا من المقاعد في انتخابات 2017. استخدمت خليفة كاميرون تيريزا ماي الخطاب اليساري عند تعيينها كرئيسة للوزراء، مشيرة إلى رغبتها في معالجة عدم المساواة الاجتماعية، وتبنت بعض سياسات إد ميليباند؛ على سبيل المثال، بشأن تنظيم شركات الطاقة. ومع ذلك، كان يُنظر إلى بيان الحزب لعام 2017 على أنه انفصال حاد عن الوسط، وجاذبًا لقضايا حزب المحافظين الجوهرية التقليدية في أعقاب استفتاء خروج بريطانيا من الاتحاد الأوروبي.
بعد استفتاء خروج بريطانيا من الاتحاد الأوروبي، كان يُنظر إلى السياسة في المملكة المتحدة على أنها عادت إلى سياسة «اليسار واليمين» المستقطبة تقليديًا. بالنسبة لانتخابات عام 2017، تأسست مجموعة مور يونايتد على غرار نموذج سوبر بي إيه سي الأمريكي لدعم المرشحين من أحزاب متعددة الذين يستوفون قيمها؛ قُدم الدعم في المقام الأول لنواب حزب العمل والليبراليين الديمقراطيين، بالإضافة إلى أحد المحافظين. في أبريل 2018، ذكرت صحيفة الأوبزرفر أن مجموعة أنشأها سيمون فرانكس جمعت 50 مليون جنيه إسترليني لبدء حزب سياسي وسطي جديد في المملكة المتحدة لتقديم مرشحين في الانتخابات العامة المقبلة. وبحسب ما ورد فقد سُمي هذا الحزب متحدون من أجل التغيير.
في أوائل عام 2019، تسببت الصعوبات والاشتباكات الحزبية المتعلقة بخروج بريطانيا من الاتحاد الأوروبي في مغادرة عدد من نواب حزب العمال والمحافظين أحزابهم، وتشكيل مجموعة مؤيدة لأوروبا تسمى المجموعة المستقلة للتغيير. أعلنوا لاحقًا عن نيتهم التسجيل كحزب رسمي باسم حزب التغيير البريطاني. وقد وصفت معظم المصادر الحزب بأنه وسطي، إذ وصف النائب البريطاني كريس ليزلي، حزب التغيير البريطاني أنه المأوى لأولئك القابعين على يسار الوسط. انضم تشوكا أومونا، عضو حزب التغيير البريطاني السابق، إلى حزب الديمقراطيين الأحرار بعد فترة وجيزة من تشكيل الحزب، وذلك بعد النتائج المخيبة للآمال في انتخابات البرلمان الأوروبي لعام 2019. وذكر السبب في أنه «لا مكان لشخصين في الوسط». بعد خسارة جميع نوابهم في الانتخابات العامة لعام 2019، تم حل الحزب.